# Saint-Jean-du-Thenney
Saint-Jean-du-Thenney ist eine französische Gemeinde mit 214 Einwohnern (Stand: 1. Januar 2022) im Département Eure in der Region Normandie (vor 2016 Haute-Normandie); sie gehört zum Arrondissement Bernay und zum Kanton Breteuil. Die Einwohner werden Thennesiens genannt.

## Geographie
Saint-Jean-du-Thenney liegt etwa 14 Kilometer südwestlich von Bernay. Umgeben wird Saint-Jean-du-Thenney von den Nachbargemeinden Capelle-les-Grands im Norden, Saint-Aubin-du-Thenney im Osten, La Chapelle-Gauthier im Süden, La Vespière-Friardel im Südwesten und Westen sowie Saint-Germain-la-Campagne im Nordwesten.

## Bevölkerungsentwicklung
| Jahr                       | 1962 | 1968 | 1975 | 1982 | 1990 | 1999 | 2006 | 2019 |
| Einwohner                  | 213  | 169  | 177  | 177  | 192  | 186  | 198  | 249  |
| Quellen: Cassini und INSEE |      |      |      |      |      |      |      |      |